# Абдурахманов, Адик Аскарович
А́дик Аска́рович Абдурахма́нов (16 января 1962, Челябинск — 19 февраля 2024, Челябинск) — советский и российский дирижёр и флейтист, лауреат 1-го Всероссийского конкурса исполнителей на деревянных духовых инструментах (Ленинград, 1983), преподаватель, Заслуженный артист России (1999), основатель, художественный руководитель и дирижёр Челябинского симфонического оркестра при Челябинской государственной филармонии, профессор Челябинского института культуры.
В 2019 г. указом Президента РФ В. В. Путиным удостоен медали ордена «За заслуги перед Отечеством» II степени. Почётный гражданин города Челябинска (2017).

## Биография
Окончил Челябинское музыкальное училище им. П. И. Чайковского по классу флейты, а затем, покинув малую родину — Санкт-Петербургскую государственную консерваторию (класс профессора Г. П. Никитина, специальность «оркестровые инструменты») и Уральскую государственную консерваторию (класс С. В. Ферулева, специальность «оперно-симфоническое дирижирование»).
Работал в оркестре Санкт-Петербургского театра оперы и балета им. М. П. Мусоргского (1984—1987), солистом оркестра и дирижёром Челябинского театра оперы и балета им. Глинки (с 1987 г.), в Челябинской государственной академии культуры и искусств, в Уральской государственной консерватории им. М. П. Мусоргского (1996—1999).
С 2003 года заведовал кафедрой оркестровых струнных, духовых и ударных инструментов Челябинской государственной академии культуры и искусств.
В 1994 году с группой музыкантов-единомышленников создал Камерный оркестр «Классика» при Челябинской государственной филармонии и стал его бессменным художественным руководителем и дирижёром.
Лауреат престижных конкурсов и премий. В 2008 году Абдурахманову присуждена премия «Золотой скрипичный ключ».
В 2012 году камерный оркестр «Классика» под управлением Адика Абдурахманова стал лауреатом премии «Признание-2012».
С камерным оркестром «Классика» гастролировал в городах России, а также в Швейцарии, Австрии, Германии, Словении, Мальте, Латвии, Литве, Эстонии, Китае и Украине.
В обширном репертуаре Абдурахманова была не только музыка для камерного, но и симфонического оркестра (Моцарт, Бетховен, Брамс, Чайковский, Шостакович), а также оперные спектакли «Свадьба Фигаро» Моцарта, «Севильский цирюльник» Россини, «Любовный напиток» Доницетти, «Евгений Онегин» Чайковского, «Травиата» Верди; балеты «Лебединое озеро», «Щелкунчик» Чайковского, «Золушка», «Ромео и Джульетта» Прокофьева, «Жизель» Адана, «Дон Кихот» Минкуса.
Сотрудничал с выдающимися музыкантами: Денис Мацуев, Борис Березовский, Элисо Вирсалазде, Зураб Соткилава, Хибла Герзмава, Елена Заремба, Сергей Крылов, Юлиан Рахлин, Сергей Стадлер, Роман Симович, Максим Рысанов, Дмитрий Коган, Алёна Баева, Сергей Накаряков, Александр Бузлов, Борис Андрианов, Фридрих Липс, музыканты из Австрии, Англии, США, Франции, Германии, Южной Кореи, Японии, Мальты.
В апреле 2013 года организовал молодёжный камерный оркестр «Молодая классика». Новый проект стал первым уникальным опытом создания в регионе детского камерного оркестра, участниками которого стали юные артисты — учащиеся музыкальных школ и школ искусств города Челябинска.
С 2019 года руководил Челябинским симфоническим оркестром — вновь созданным коллективом Челябинской государственной филармонии.
Скончался 19 февраля 2024 года в Челябинске в результате инфаркта.

## Награды и звания
- Лауреат 1-го Всероссийского конкурса исполнителей на деревянных духовых инструментах (Ленинград, 1983).
- Заслуженный артист России (1999).
- Медаль ордена «За заслуги перед Отечеством» II степени.
- Почётный гражданин города Челябинска (2017)[10].
- Лауреат государственной премии Челябинской области в сфере культуры и искусства в 2016 году в номинации «музыкальное искусство» (14 декабря 2016) — за высокое профессиональное мастерство, заслуги в развитии культуры и искусства Челябинской области